# Coates (Gloucestershire)
Coates é uma paróquia e aldeia do distrito de Cotswold, no condado de Gloucestershire, na Inglaterra. De acordo com o Censo de 2011, tinha 507 habitantes. Tem uma área de 10,55km².